# Substitution héréditaire
En droit civil, la substitution héréditaire est la disposition par laquelle on appelle à sa succession un ou plusieurs héritiers successivement, après celui qu’on a institué, de telle manière que celui-ci ne peut aliéner les biens sujets à la substitution.

## Les substitutions dans l'ancien droit français
Avant la Révolution française et sous l'influence du droit romain (fiducie), il existait divers mécanismes permettant de créer plusieurs types de substitution comme la substitution quasi-pupillaire ou justinienne, graduelle ou fidéicommissaire. Cette dernière fut utilisée par la noblesse pour renforcer le caractère héréditaire de sa puissance foncière et politique.
Un duché avec ses terres mais aussi ses droits féodaux et seigneuriaux pouvait ainsi faire l'objet d'une substitution ce qui évitait les dilapidations.

## Révolution et Empire
L'institution fut jugée contraire à l'égalité civile et à la libre circulation des biens et fut interdite. Le Code Napoléon de 1804 en prévoyait l'interdiction dans son article 896.
Toutefois les majorats étaient une institution analogue mais étroitement contrôlée par l'empereur. Par ailleurs quelques contrats spécifiques étaient des substitutions licites (concession dans un cimetière, legs de residuo).

## Période contemporaine
Dans plusieurs pays comme la Suisse ou le Canada, la substitution demeura licite. D'autres connaissaient des institutions analogues comme la Prusse (Familienfideikommiss) ou l'Angleterre (entail ou trust).
En France quelques exceptions ont été créées au principe de la prohibition.